# Romolo Balzani
Romolo Balzani (Roma, 4 aprile 1892 – Roma, 24 aprile 1962) è stato un cantautore e attore italiano.
Nelle sue canzoni ha incarnato la romanità. Fu artista poliedrico: attore, arrangiatore, cantante, ebbe un notevole successo tra i suoi contemporanei. Celebri furono le collaborazioni con i maggiori artisti romani quali Aldo Fabrizi autore di vari testi delle sue canzoni, tra cui Notte napoletana, ed Ettore Petrolini che era solito concludere i suoi spettacoli cantando L'eco der core. Balzani vinse numerose edizioni del Festival della Canzone Romana di San Giovanni e la sua fama crebbe sino a ottenere contratti discografici internazionali. Tra le sue canzoni più celebri: Barcarolo romano (testo di Pio Pizzicaria) e L'eco der core, che furono in seguito interpretate da Gigi Proietti, Claudio Villa, Sergio Centi, Alvaro Amici e Gabriella Ferri. Durante la seconda Guerra mondiale, secondo testimonianze dirette, aiutò gli ebrei del ghetto romano a racimolare dell'oro, così come richiesto da Kappler, per evitare la loro deportazione nei campi di sterminio, donando quello che aveva addosso.

## Biografia

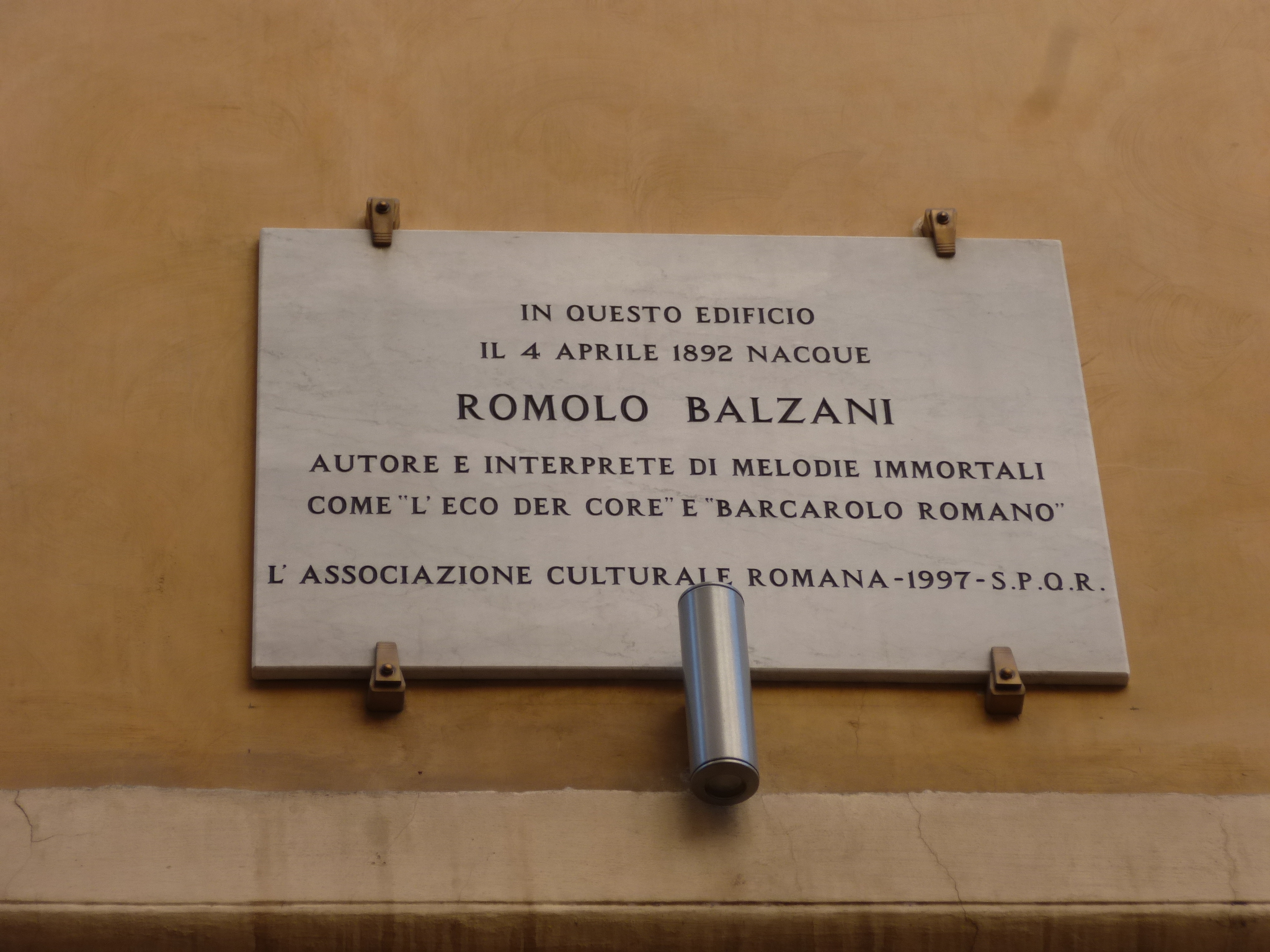
Memoria di Romolo Balzani sulla sua casa di nascita a vicolo dei Chiodaroli

Figlio di Achille, vetturino di idee mazziniane, e di Maria Francisi, trasteverina, Romolo nacque il 4 aprile 1892 in via dei Chiodaroli, nel rione Sant'Eustachio, a pochi passi da Campo de' fiori.
Nel giro di due anni la numerosa famiglia Balzani si trasferì a Trastevere in via Montefiore. Romolo, come la maggior parte dei suoi fratelli, non frequentò le scuole, e imparò a leggere e scrivere solo da soldato durante la prima guerra mondiale.
A sedici anni Romolo cominciò a lavorare da stuccatore lavorando anche a San Lorenzo fuori le mura: -"M'arampicavo su la scala, stuccavo er muro e ccantavo... Cantavo a ppiena gola". Da buon trasteverino coltivò un rapporto privilegiato col Fiume, che frequentava spesso: diventò un buon nuotatore e si meritò il soprannome di tizzo nero per la sua abbronzatura.
Cominciava allora a cantare nelle feste del rione, facendo serenate, cantando ai matrimoni o semplicemente la sera all'osteria, guadagnandosi un nuovo soprannome: ghitarra e mmannolino. Cominciò ad essere richiesto anche in alcuni locali e poi nei teatri, finché nel 1910 entrò al Salone Margherita, il teatro di Petrolini e altri valenti artisti dello spettacolo.
Nel 1916 rispose alla chiamata alle armi e l'anno successivo fu ferito. Fatto prigioniero, fu portato in un campo di concentramento in cui sarebbe rimasto fino al termine del conflitto. Il mese dopo la sua cattura aveva perduto suo fratello Armando, cui era molto legato. Tornato a casa si dedicò con grande passione alla canzone e nel 1920 organizzò un suo piccolo complesso col quale si esibì anche fuori Roma. Due anni dopo incontrò Oberdan Petrini (il paroliere de L'eco der core), col quale stabilì un fruttuoso e saldissimo sodalizio nell'arte come nella vita.
Nel 1923 debuttò, con un suo spettacolo alla Sala Umberto, a fianco di Enzo Fusco e Odoardo Spadaro ottenendo un buon successo di pubblico e attirando le prime attenzioni della critica. Da questo momento la stella di Balzani ha conosciuto un crescendo di popolarità che lo ha portato, come cantante e come paroliere, a diventare il massimo nome della canzone romana.
Nel solo 1926 furono realizzate Ninetta affaccete, L'eco der core, Barcarolo romano, Canzone che canzona, testi e musiche che si sarebbero imposti subito e che si annoverano tra i migliori prodotti della canzone dialettale di Roma. Nello stesso anno vinse tra l'altro l'edizione della neonata Sagra dell'Uva di Marino e del Festival di San Giovanni.
Cominciò a girare con la sua troupe in tournée per tutta l'Italia, rimanendo sempre legato alla sua Roma, dove non mancò di partecipare ogni anno al Festival di San Giovanni. Il 24 luglio 1928 ricevette dal Ministero della pubblica istruzione una medaglia d'argento e un diploma per l'opera svolta per il rifiorire della canzone romana e nel 1935 fondò una compagnia teatrale (la Compagnia Musicale Romana di Romolo Balzani-Pina Piovani-Gildo Bocci) con cui inaugurò una nuova stagione da capocomico che dette, tra i suoi frutti, ottime commedie musicali in romanesco di cui ci rimangono registrazioni su album.
Tra il 1940 e il 1942 realizzò degli spettacoli per le Forze Armate per le quali scritturò gli attori Gustavo Cacini e Alfredo Bambi (il dicitore del monologo Er fattaccio di Americo Giuliani). Nel 1943 diede il suo anello d'oro per gli ebrei perseguitati dal nazismo. Con la fine della guerra riprese la sua attività di capocomico.
Dopo il 1954 si ritirò dalle scene. Morì il 24 aprile 1962 in via dei Portoghesi, non lontano da Piazza Navona. Due giorni dopo, a Sant'Agostino le esequie. Balzani fu sepolto presso il Cimitero del Verano di Roma. Sulla tomba l'epigrafe incisa recita: "la voce mia s'è spenta ma resterà sempre l'eco der core del Barcarolo romano".

## Discografia parziale

### Singoli
- 1926: L'Eco Der Core (Odeon, O 7670)
- 1927: Amore Amore (Eaglephone, C 5617)
- 1927: Cià Corpa Mamma (Eaglephone, )
- 1927: Dichiarazione A 'na Morara (Eaglephone, C 5617)
- 1929: Stornellata Romana (Odeon, O 10410)
- 1929: Barcarolo Romano (Odeon, R 9245)
- 1929: Pe' Lungotevere (Odeon, )
- 1930: Pupetta (Odeon, O 10774)
- 1932: Serenata Sincera (Parlophon, GP 91027)
- 1932: È Vero O Non È Vero (Parlophon, GP 91026)
- 1932: Un Fiore E Un Cuore (Parlophon, GP 91030)
- 1932: L'Omo In Pericolo (Parlophon, GP 91031)
- 1932: Treno Fa Presto (Parlophon, GP 91031)
- 1932: Sagromania (Parlophon, GP 91024)
- 1932: Canzona Che Canzona (Parlophon, GP 91030)
- 1935: Serenata a Maria (Odeon, GO 17436)
- 1935: Popolanella (Odeon, GO 17435)
- 1935: Gli stornelli dispettosi (Odeon, GO 17829)

### Album
- 1995 - La canzone romana è Balzani (Nuova Fonit Cetra)
- 2002 - Romolo Balzani (Edizioni del TIMAClub)

#### Reinterpretazioni
- 2001 - Barcarolo Romano. Le canzoni di Romolo Balzani scelte e interpretate da Sara Modigliani e Sonia Maurer, Roma, Edizioni musicali III Millennio.

## Filmografia parziale
- Sette giorni all'altro mondo, regia di Mario Mattoli (1936)
- L'ultima carrozzella, regia di Mario Mattoli (1943)
- Amori e veleni[13], regia di Giorgio Simonelli (1949)
- Dramma sul Tevere, regia di Tanio Boccia (1952)

Nel 1960 la canzone Serenata de paradiso viene inserita in La giornata balorda di Mauro Bolognini. Nel 1961 Pier Paolo Pasolini cita Barcarolo romano in Accattone.